# Megan Shull
Megan Shull es una autora y escritora estadounidense de novelas para niños y adolescentes. Algunas de sus novelas más conocidas son The Swap, que tuvo una adaptación en una película original de Disney Channel, Amazing Grace y Bounce, su novela más reciente.

## Biografía
Nació y se crio en Ithaca (Nueva York). Megan Shull tiene una licenciatura y un doctorado. De la Universidad de Cornell . En Cornell, el trabajo doctoral de Shull en psicología educativa buscó maneras de ayudar a los jóvenes a conservar su capacidad de recuperación mientras navegan por la adolescencia y le dieron su inspiración como escritora. [4] [5]
Se graduó de la Escuela Secundaria de Ithaca , Shull compitió en el hockey sobre hielo juvenil antes de pasar a jugar para la Universidad de Cornell. Mientras que en la escuela de posgrado, Shull fundó un programa de mentores con el equipo de hockey femenino que todavía prospera hoy. [6] [7] En 2000, fue piloto de equipo para Girls on the Move, un proyecto especial de Outward Bound, Estados Unidos , montando en bicicleta de costa a costa de Portland, Oregón, a Nueva York.